# الجمعية الرياضية بأريانة
الجمعية الرياضية بأريانة هو نادٍ تونسي لكرة القدم، تأسس عام 1938.

## التاريخ
أنشئ النادي في عام 1938 ، ويشارك للمرة الأولى في المسابقات الرسمية في 1944-1945 ، كجزء من المعيار المنظم بسبب توقف البطولة. ثم لديه للرئيس محمد سعيد. واحدة من أول تشكيلاته المعروفة هي تلك التي تلعب في عام 1946 ضد مستقبل المسلمين. وهو يتألف من محمود - ملاح، رشيد جورنو - Asuied، زيربيب - Mornagui، Hassid، Manoubi، Nofiouni وKouiti1.
مع استئناف البطولة وإعادة تنظيم المسابقات، بدأ النادي مسيرته في 1946-1947 في الدرجة الخامسة. تتمتع اللجنة التوجيهية، المنتخبة في أغسطس 1947 ، بالتأليف التالي 2:
الرئيس: محمد سعيد ؛
نواب الرئيس: الحاج فرج مستيري، حصيد [من؟] ، سيون كاتان، حاج عثمان، وفيكتور فينيش ؛
الأمين العام: سالومون برامي ؛
نائب الأمين العام: ألفريد جورنو ؛
امين الصندوق: روبرت بيريز.
أمين الصندوق المساعد: Benoit Slama؛
المقيمون: أنور تستوري، فيكتور براملي، إرنست تايب وسيمون جالولا.
وبعد ذلك بعامين، يكون النادي في الدرجة الثالثة لكن الصعوبات تجبره على تعليق نشاطه. ثم غادر مرة أخرى في عام 1951 على قواعد صلبة، تحت رئاسة فرانسوا غرونوييه. تتكون اللجنة الجديدة من 3:
الرئيس: فرانسوا غرينوييه ؛
نواب الرئيس: فيكتور فينيش، وأوريلين بارون وفيكتور براملي ؛
الأمين العام: طاهر جعفر ؛
نواب الأمين العام: محمد غرس الله وجان ديلانيس ؛
امين الصندوق: روبرت بيريز.
مساعدو الخزانة: سيمون غالولا ونينو بيناتار ؛
المقيمون: سيون كاتان، وعلي بن الجية، وأحمد جميل، وجيلاني أويلباني، وسيلفان سرفاتي.
انتقل إلى الفرقة الرابعة ثم تسلق السلم تدريجياً لدخول الفرقة الوطنية في عام 1969. لعب في دوري الدرجة الأولى مرة واحدة فقط، في 1969-1970. لعب خلال موسم 2007-2008 في الدوري الثاني قبل، في نهاية موسم 2008-2009 ، ليتم هبوطه إلى دوري الدرجة الثالثة. في نهاية موسم 2009-2010 ، عاد مرة أخرى في قسم الشرف (المستوى الرابع) ، قبل العودة إلى الدوري الثالث.
خلال موسم 2011-2012 ، فاز اتحاد أريانا الرياضي بكأس رابطة الأندية.
خلال فترتي 2011-2012 و 2012-2013 ، يترأس النادي عقيل بن حسين، بمساعدة حاتم قوامينجي كسكرتير عام وعلي لشهب كأمين للخزينة. وقال انه يدير ليجد مكانه في دوري II والحفاظ على الرغم من عدم الاستقرار الفني، والنادي عدة تغييرات المدرب (لطفي الرويسي، فيصل بن أحمد حسان القابسي ثم مرة أخرى بن أحمد) والصعوبات المالية التي قادت لاعبين يضربون خلال المباراة ضد نادي الهلالين الرياضي.

## الإدارة

### الرؤساء
- محمد سعيد (1944-1949)
- فرانسوا جرينوييه (1951-1956)
- محمد بن عثمان (1956-1962)
- محمد شبيل (1962-1964)
- منصف دارغوث (1964-1967)
- حمادي بن عمار (1972-1973)
- علي مولولي (1973-1975)
- طاهر كفاجي (1975-1976)
- توفيق الفلاح (1976-1977)
- عيسى البكوش (1977-1978)
- عبد الرزاق البكوش (1978-1979)
- منصف دارغوث (1979-1980)
- تيجاني بن رمضان (1980-1981)
- محمد فيصل بن جعفر (1981-1982)
- عيسى البكوش (1982-1985)
- محمد فيصل بن جعفر (1985-1986)
- عز الدين زروق (1986-1988)
- توفيق لادجيمي (1988-1989)
- منجي بن صالح (1989-1991)
- رؤوف سعيد (1991)
- فخري بن فريج (1991-1996)
- تارك دياب (1996-1998)
- رضا بن ساسي (1998-1999)
- جليل تكاء (2000-2006)
- شهاب خياري (2006-2008)
- لسعد الشابي (2008-2010)
- منذر زروق (2010-2011)
- عقيل بن حسين (2011-2013)
- منير بن رمضان (2013-2017)
- عقيل بن حسين (2017-)

### المدربين
- 1955-1956: طاهر جعفر
- 1962-1966: هيشمي شريف
- 1966-1968: ناصور ليمايم
- 1968-1970: مولدي بلخامة
- 1970-1971: هيخمي شريف
- 1971-1972: حطاب بياري
- 1972-1973: العربي سوداني
- 1973-1974: محمد جريتلي
- 1974-1977: صلاح قزيرة ثم رضا بوراوي
- 1977-1978: توفيق بن سلامه
- 1979-1980: بكار بن ميلد
- 1980-1981: حبيب مرياح
- 1981-1982: حطاب بياري
- 1982-1983: صلاح جيزة
- 1983-1984: حبيب مرياح
- 1984-1987: حطاب بياري ثم محمود بن نايل
- 1987-1988: علي زروق وعبد اللطيف قجيسي وحطاب سلطاني
- 1988-1989: عبد اللطيف قوصي
- 1989-1990: عمران فيتوري
- 1990-1991: جورجي جيوروف ثم حطاب بياري
- 1991-1992: وحيد بن عبد الرزاق وحطاب بياري ثم رضا بوراوي
- 1992-1993: رضا بوراوي ، بشير بن ميم ، ثم محمد حرب
- 1993-1994: يوسف سرياتي
- 1994-1996: وحيد بن عبد الرزاق
- 1996-1997: كامل شبلي
- 1997-1998: علي كعبي ثم منصف عرفاوي
- 1998-1999: فريد بن بلقاسم ثم عمار سوايح
- 1999-2001: فريد بن بلقاسم
- 2001 - 2002: هادي بياري
- 2002-2003: علي زروق ثم بلحسن ميريا
- 2003-2004: علي بن ناجي
- 2004-2005: سمير شمام ثم علي بن ناجي
- 2005-2007: شكري خاتوي ثم محمد تلمساني وحمدا تيويري
- 2007 - 2008: حسام حاج علي علي سراييب ثم شكري ختوي
- 2008-2009: محمد علي خالدي ، علي الكعبي ثم شكري الخطوي
- 2009-2010: عادل لطرش ، طارق مكي ، رفيق الرويسي وعلي بنجي
- 2010-2011: نوفل سررفي ، سليم عبد الغفار ثم وحيد منيف
- 2011-2012: شاكر مفتاح ثم شكري بجاوي
- 2012-2013: حكيم عون ثم شكري بجاوي
- 2013-2014: لطفي الرويسي وفيصل بن أحمد وحسين غبسي وفيصل بن أحمد
- 2014-2015: عمر حمودة ثم فوزي الرويسي
- 2015-2016: فويزي الرويسي ثم صابر بن جابريا ثم فوزي الرويسي
- 2016-نوفمبر 2016: الحسين بن سدرين
- من نوفمبر 2016 إلى يونيو 2017: حسان غابسي
- 2017-201 ..: هشام نيسيبي ثم حكيم عون